# Gusti Huber
Auguste Barbara Huber, detta Gusti (Wieden, 27 luglio 1914 – Mount Kisco, 12 luglio 1993), è stata un'attrice austriaca naturalizzata statunitense.

## Biografia
Gusti Huber è nata a Wieden, 4º distretto di Vienna, nel 1914.
Ha studiato presso l'Università per la musica e le arti interpretative di Vienna sotto Rudolf Beer, che l'ha fatta debuttare a Zurigo, e Albert Bassermann.
Il suo debutto cinematografico è stato nel 1935 con Tanzmusik ma il successo è arrivato nel 1937 con Unentschuldigte Stunde.
A Vienna ha prima recitato al Volkstheater, poi al Josefstadt e infine nel 1940 al Burgtheater, dove ha avuto il ruolo di Giulietta.
Nel 1944 fu inclusa nella Gottbegnadeten-Liste («benedetti da Dio») stilato dal Ministero del Reich per l'istruzione pubblica e la propaganda.
Dal 1937 al 1949 girò 20 film in lingua tedesca. Una volta trasferitasi negli Stati Uniti, prese parte alla prima di Dial "M" for Murder, thriller di Frederick Knott, nel ruolo della protagonista. Il suo ultimo film fu Il diario di Anna Frank (1959) nel ruolo di Edith Frank, che aveva già interpretato a teatro.

## Vita privata
La Huber sposò l'austriaco Gotfrid Köchert nel 1939. La coppia ebbe due figlie, Christiana Barbara (n. 1939) e l'attrice Bibiana Maria detta "Bibi" (n. 1942), mentre Köchert prestò servizio nella Wehrmacht della Germania nazista durante la Seconda guerra mondiale. Il matrimonio finì con il divorzio nel 1944.
Nel 1946 la Huber sposò Joseph Besch, un ufficiale dell'esercito americano. La famiglia si trasferì negli Stati Uniti e Besch adottò Christina e Bibi, che presero il suo cognome. La coppia ebbe altri due figli, Drea e Andrew. Tra i nipoti della Huber, l'attrice Samantha Mathis, figlia di Bibi.

## Filmografia parziale

### Cinema
- Tanzmusik, regia di J.A. Hübler-Kahla (1935)
- L'anello tragico (Savoy-Hotel 217), regia di Gustav Ucicky (1936)
- Fiakerlied, regia di E.W. Emo (1936)
- Il paese dell'amore (Land der Liebe), regia di Reinhold Schünzel (1937)
- La donna di una notte (Das Mädchen von gestern Nacht), regia di Peter Paul Brauer (1938)
- Un cuore '900 (Herz - modern möbliert), regia di Theo Lingen (1940)
- Desiderio d'amore (So gefällst Du mir), regia di Hans Thimig (1941)
- Jenny und der Herr im Frack, regia di Paul Martin (1941)
- Il diario di Anna Frank (The Diary of Anne Frank), regia di George Stevens (1959)

### Televisione
- The Doctor – serie TV, episodio 1x42 (1953)
- The Further Adventures of Ellery Queen – serie TV, episodio 1x16 (1959)

## Teatro
- Flight Into Egypt, di George Tabori, regia di Elia Kazan (1952)
- Dial "M" for Murder, di Frederick Knott, regia di Reginald Denham (1952)
- Il diario di Anna Frank, adattatamento di Frances Goodrich e Albert Hackett, regia di Garson Kanin (1955)

## Doppiatrici italiane
- Dhia Cristiani in Il diario di Anna Frank[10]